# Villers (Loire)
Villers ist eine französische Gemeinde mit 599 Einwohnern (Stand: 1. Januar 2022) im Département Loire in der Region Auvergne-Rhône-Alpes. Die Gemeinde gehört zum Arrondissement Roanne und zum Kanton Charlieu. 

## Geografie
Villers liegt etwa zwölf Kilometer nordöstlich von Roanne. An der südöstlichen Gemeindegrenze verläuft der Fluss Jarnossin. Umgeben wird Villers von den Nachbargemeinden Chandon im Norden, Mars im Norden und Nordosten, Cuinzier im Osten, Jarnosse im Süden sowie Saint-Hilaire-sous-Charlieu im Westen.

## Bevölkerungsentwicklung
| Jahr                       | 1962 | 1968 | 1975 | 1982 | 1990 | 1999 | 2006 | 2017 |
| Einwohner                  | 377  | 382  | 349  | 447  | 506  | 512  | 548  | 585  |
| Quellen: Cassini und INSEE |      |      |      |      |      |      |      |      |

## Sehenswürdigkeiten

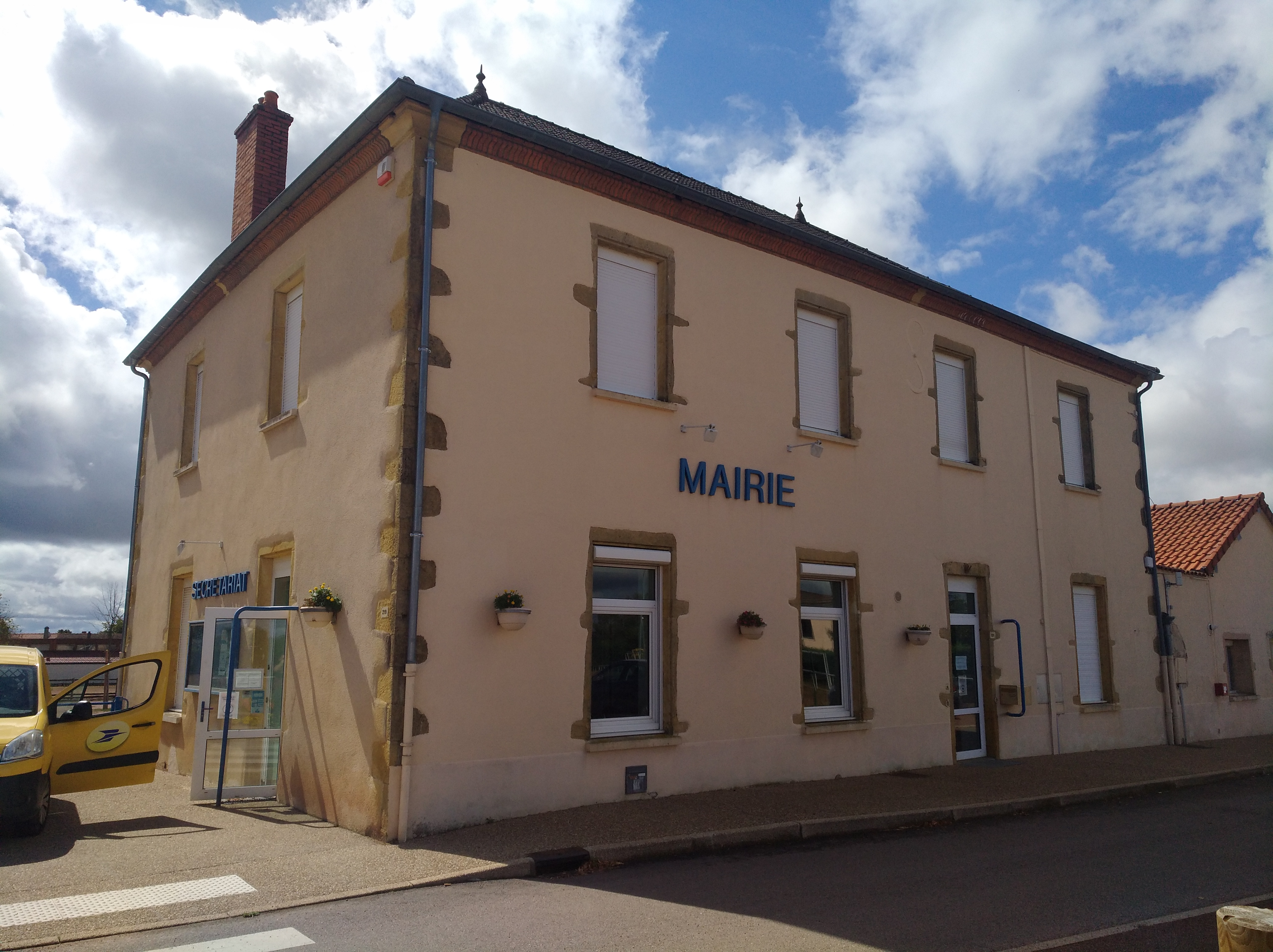
Kirche Saint-André
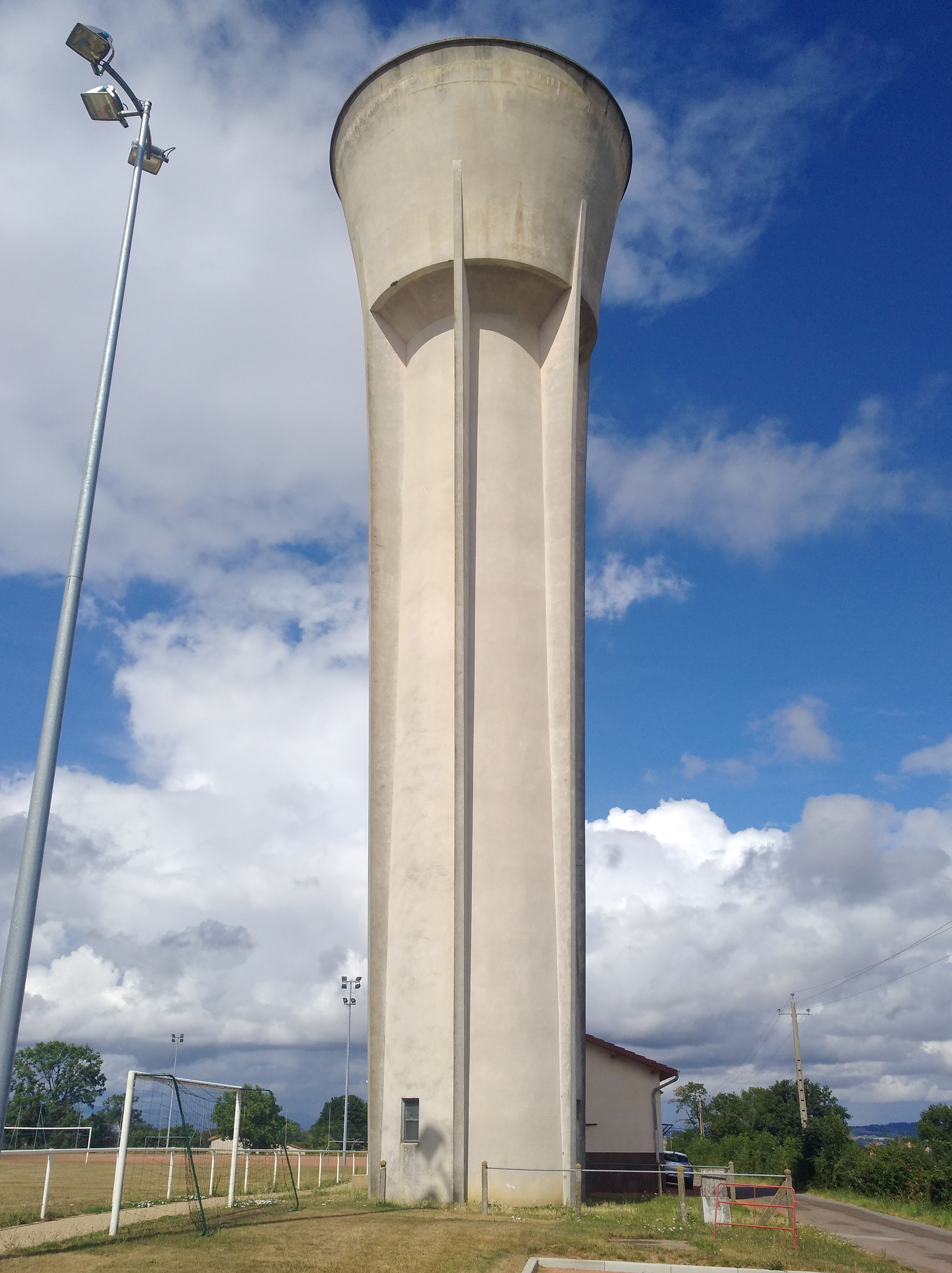
Wasserturm

- Kirche Saint-André
- Wasserturm